# Johnny Leota

a Compétitions nationales et continentales officielles uniquement.

b Matchs officiels uniquement.
Dernière mise à jour le 23 février 2022.
Johnny Leota, né le 21 janvier 1984 à Palmerston North, est un joueur de rugby à XV international samoan d'origine néo zélandaise évoluant au poste de centre. Il mesure 1,83 m pour 103 kg.

## Carrière

### En club
Il fait ses débuts professionnels en ITM Cup (championnat des provinces néo-zélandaises) avec les Manawatu Turbos en 2004 à l'âge de 20 ans,. 
En 2008, il signe avec Otago (même s'il est re-prêté dans la foulée à Manawatu) pour pouvoir être est intégré à la franchise des Highlanders disputant le Super 15,.
Il devient un cadre de cette équipe lors de la saison 2008 en débutant 12 matchs sur les 13 possibles. La saison 2009 est un peu moins réussie, car il ne dispute que 6 matchs en tant que titulaire.
En 2010, il n'est pas retenu par les Highlanders mais est inclus dans le groupe élargi des Hurricanes. Cependant il ne dispute pas le moindre match.
Par la suite, il manque quasiment toute la saison 2010 de NPC en raison d'une blessure. Par conséquent, il ne dispute pas l'édition 2011 du Super Rugby. Il fait son retour sur les terrains en 2011 avec Manawatu en NPC.
La même année, il signe aux Sale Sharks en Premiership, où il évolue pendant huit saisons. Lors de la saison 2017-2018, il ne dispute aucun match en raison d'une grave blessure au genou survenue à la fin de la saison précédente.
En juin 2019, il est laissé libre par les Sharks et rejoint un autre club de la ville de Sale, le Sale FC, qui évolue en National League One (3e division).

### En équipe nationale
Johnny Leota obtient sa première cape internationale avec les Samoa le 9 juillet 2011 à l’occasion d’un match de la Pacific Nations Cup contre l'équipe des Fidji à Suva,.
Il fait partie du groupe samoan retenu pour participer à la Coupe du monde 2011 en Nouvelle-Zélande. Il ne joue cependant aucun match.
En 2015, il est retenu par Stephen Betham dans la liste des trente-et-un joueurs qui disputent la Coupe du monde en Angleterre. Il joue une seule rencontre lors de la compétition, face à l'équipe du Japon.

## Palmarès

### En équipe nationale
- 20 sélections entre 2011 et 2015.
- 10 points marqués (2 essais).

- Participation aux Coupes du monde 2011 (0 match) et 2015 (1 match).